# Krystyna Schreiber
Krystyna Schreiber   (Dresden, 1976) és una economista, empresària i autora alemanya, delegada del Govern de Catalunya a Viena des del 2019.
Va créixer a Dresden. El seu pare és dentista; primer va ser metge militar de la Força Aèria de l'Exèrcit Popular Nacional a la RDA, després de la tardor de 1989 va fundar un centre mèdic. La seva mare era professora d'alemany. Schreiber va passar un any a Oregon, EUA. Després de graduar-se, va estudiar economia a la Universitat de Colònia. El 1998 i el 1999 va fer pràctiques a Nova York i hi va treballar com a model. El 2002 es va traslladar a Barcelona i va estudiar a la Universitat Pompeu Fabra de Barcelona, on va obtenir un diploma de traducció per a alemany, català i espanyol. Hi va realitzar una recerca sobre com els mitjans estrangers tractaven la qüestió catalana.
Ha fundat la seva pròpia agència de publicitat a Barcelona i ha realitzat campanyes i produccions audiovisuals per a marques europees i americanes a Catalunya. També ha treballat com a periodista per diversos mitjans alemanys, suïssos i austríacs informant sobre l'actualitat catalana, una tasca que ha combinat amb les traduccions. Com a autora, ha publicat entrevistes i assaigs de polítics i politòlegs alemanys i catalans sobre les perspectives del moviment independentista català.
L'abril de 2019, el govern català la va designar delegada per Europa central, comprenent Àustria, Hongria, la República Txeca, Eslovàquia i Polònia. Resideix entre Viena i Barcelona. També és delegada per a Eslovènia des de 2021 i per a Polònia des de 2022.

## Llibres publicats[calcitació]
- Die Übersetzung der Unabhängigkeit. Wie die Katalanen es erklären, wie wir es verstehen. Editorial Fabian Hille, Dresden 2015, ISBN 978-3-939025-60-3.
- Què en penses, Europa? Els experts europeus parlen sobre la independència de Catalunya. Què en penses, Europa? Angle Editorial, Barcelona 2015, ISBN 978-84-16139-77-4.
- Le choix de l'indépendance en Catalogne. Presses Universitaires de Perpignan, Perpinyà 2019, ISBN 978-2-35412-341-3.

## Traduccions[calcitació]
- „Die Welt soll es wissen“ („Catalonia calling. What the world has to know“), Sàpiens Publicacions, Barcelona 2013, ISBN 978-84-616-6452-8.
- Joan Maria Serra Sala: Die deutschsprachigen Länder und Benelux in Barcelona: Eine Spurensuche. Cosmopolis, Barcelona 2019, ISBN 978-84-9034-894-9.

## Premis
- Premi de periodisme de l'Institut de les Regions d'Europa 2016[cal citació]